# Рябых, Николай Алексеевич
Николай Алексеевич Рябых (бел. Мікалай Аляксеевіч Рабых; род. 11 февраля 2001, Мозырь, Гомельская область) — белорусский футболист, полузащитник мозырской «Славии». Выступает на правах аренды в «Барановичах».

## Карьера

### «Славия-Мозырь»

#### Начало карьеры
Воспитанник футбольной академии мозырской «Славии». В 2020 году выступал на любительском уровне за мозырский «Монтажник», в составе которого принимал участие в матче Кубка Беларуси. В марте 2022 года вернулся в мозырскую «Славию», где стал выступать за дублирующий состав. Дебютировал за клуб 22 июня 2022 года в матче Кубка Беларуси против клуба «Молодечно-2018», выйдя на поле в стартовом составе. Дебютный матч в чемпионате сыграл 22 октября 2022 года против дзержинского «Арсенала», выйдя на замену на 89 минуте. Дебютным забитым голом за клуб отличился 12 ноября 2022 года в матче против могилёвского «Днепра». По итогу сезона вместе с клубом завершил чемпионат на итоговом десятом месте. 

#### Сезон 2023 (аренда в «Молодечно-2018»)
В начале 2023 года полноценно стал игроком основной команды мозырского клуба. Первый матч в новом сезоне сыграл 5 марта 2023 года в рамках четвертьфинала Кубка Беларуси против «Слуцка», выйдя на замену на 60 минуте, также отличившись своим первым в сезоне забитым голом. В ответном четвертьфинальном матче 12 марта 2023 года вместе с клубом минимально уступили «Слуцку», однако по общему счёту вышли в полуфинал турнира. Первый матч в чемпионате сыграл 2 апреля 2023 года против минского «Динамо», выйдя на замену на 69 минуте. В августе 2023 года на правах арендного соглашения присоединился к клубу «Молодечно-2018», соглашение с которым рассчитано до конца сезона. Дебютировал за клуб 4 августа 2023 года в матче против дзержинского «Арсенала», выйдя на поле в стартовом составе. Дебютным забитым голом за клуб отличился 8 октября 2023 года в матче против гомельского «Бумпрома». По итогу сезона вместе с клубом завершил чемпионат на итоговом десятом месте в турнирной таблице. На протяжении сезона выступал за молодечненский клуб в роли одного из ключевых игроков, отличившись своим единственным забитым голом. В декабре 2023 года покинул клуб по окончании срока действия арендного соглашения.

#### Сезон 2024—2025 (аренда в «Барановичи»)
В декабре 2023 года официально вернулся в расположение мозырской «Славии». К матчам с основной командой клуба стал подтягиваться лишь с апреля 2024 года. Первый матч в новом сезоне сыграл 17 мая 2024 года против борисовского БАТЭ, выйдя на замену на 77 минуте. В матче 28 июня 2024 года против «Гомеля» вышел на поле в стартовом составе, однако в первой половине встречи получил серьёзное рассечение брови и был заменён в начале второго тайма. По итогу сезона вместе с клубом завершил чемпионат на итоговом одиннадцатом месте в турнирной таблице. На протяжении сезона выступал за мозырский клуб в роли игрока замены, который на большую часть матчей даже не был заявлен, результативными действиями не отличившись. В начале нового сезона 2025 года редко попадал в заявку основной команды клуба. В июле 2025 года на правах арендного соглашения присоединился к «Барановичам», соглашение с которыми было подписано до конца сезона. Дебютировал за клуб 13 июля 2025 года в матче Кубка Беларуси против клуба «МЛ Витебск», выйдя на замену в начале второго тайма. Первый матч в чемпионате сыграл 20 июля 2025 года в матче против «Лиды», также отличившись своей дебютной голевой передачей.